# NGC 2523B
NGC 2523B is een spiraalvormig sterrenstelsel in het sterrenbeeld Giraffe. Het bevindt zich in de buurt van NGC 2523, NGC 2523A en NGC 2523C.

## Synoniemen
- UGC 4259
- MCG 12-8-30
- ZWG 331.30
- IRAS08072+7342
- PGC 23025